# Mukylchin Corona
La Mukylchin Corona è una struttura geologica della superficie di Venere.